# Johann Sebastian Müller
Johann Sebastian Müller (later: John Miller) (Rijksstad Neurenberg in Duitsland, 1715 – Engeland, ca. 1792) was een Duits-Britse illustrator en  botanicus.

## Biografie
Johann Sebastian Müller was een Duitse graficus en plantkundige. Hij werd geboren in Neurenberg en werd daar opgeleid door de Duitse graveur, kunsthandelaar en uitgever Johann Christoph Weigel. In 1744 emigreerde hij naar Engeland samen met zijn broer Tobias. Tot 1760 signeerde hij zijn werk met J.S. Müller of J.S. Miller, daarna gebruikte hij: John Miller. Hij werkte samen met Philip Miller die verbonden was aan de Chelsea Physic Garden. Zijn oeuvre bestaat uit het de 20-delige serie Illustratio Systematis Sexualis Linnaei, ilustraties van planten volgens de indeling van het plantenrijk van Carl Linnaeus gebruik makend van seksuele kenmerken. Hiermee propageerde hij het werk van Linnaeus voor het Engelse lezerspubliek. Hij werkte ook mee aan de  Botanical Tables Containing the Families of British Plants uitgegeven in 1785 samen met John Stuart. John Stuart was naast politicus ook botanicus en besteedde na zijn pensionering hier zijn tijd aan. Daarnaast schilderde John Miller landschappen die hij tussen 1762 en 1788 exposeerde bij de  Society of Arts en de Royal Academy.
Hij had 27 kinderen uit twee huwelijken. Twee van zijn zonen, John Frederick Miller en James Miller werden ook bekende illustratoren.

## Publicaties
- Engravings of Insects, with descriptions. London 7 p., 10 col.plates. (1759-1760)
- The Figures of the most beautiful, useful, and uncommon plants (1760)
- Illustratio Systematis Sexualis Linnaei (1770-1777)
- Botanical Tables Containing the Families of British Plants (1785) John Stuart, 3rd Earl of Bute (1713-1792): Bute's Botanical Tables | National Museum Wales

Illustaties
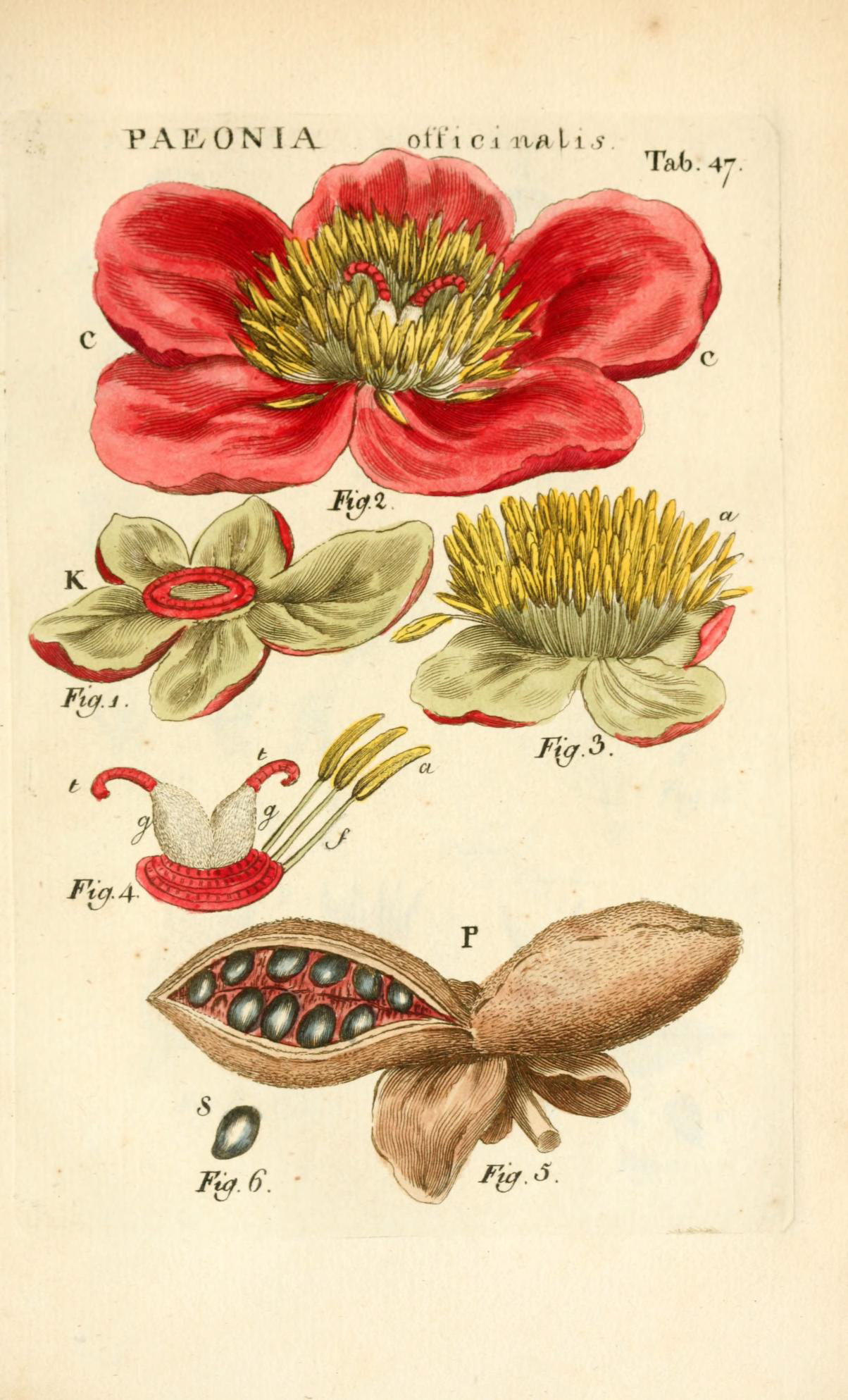
Paeonia officinalis (boerenpioen) uit:  Illustratio systematis sexualis Linnaeani
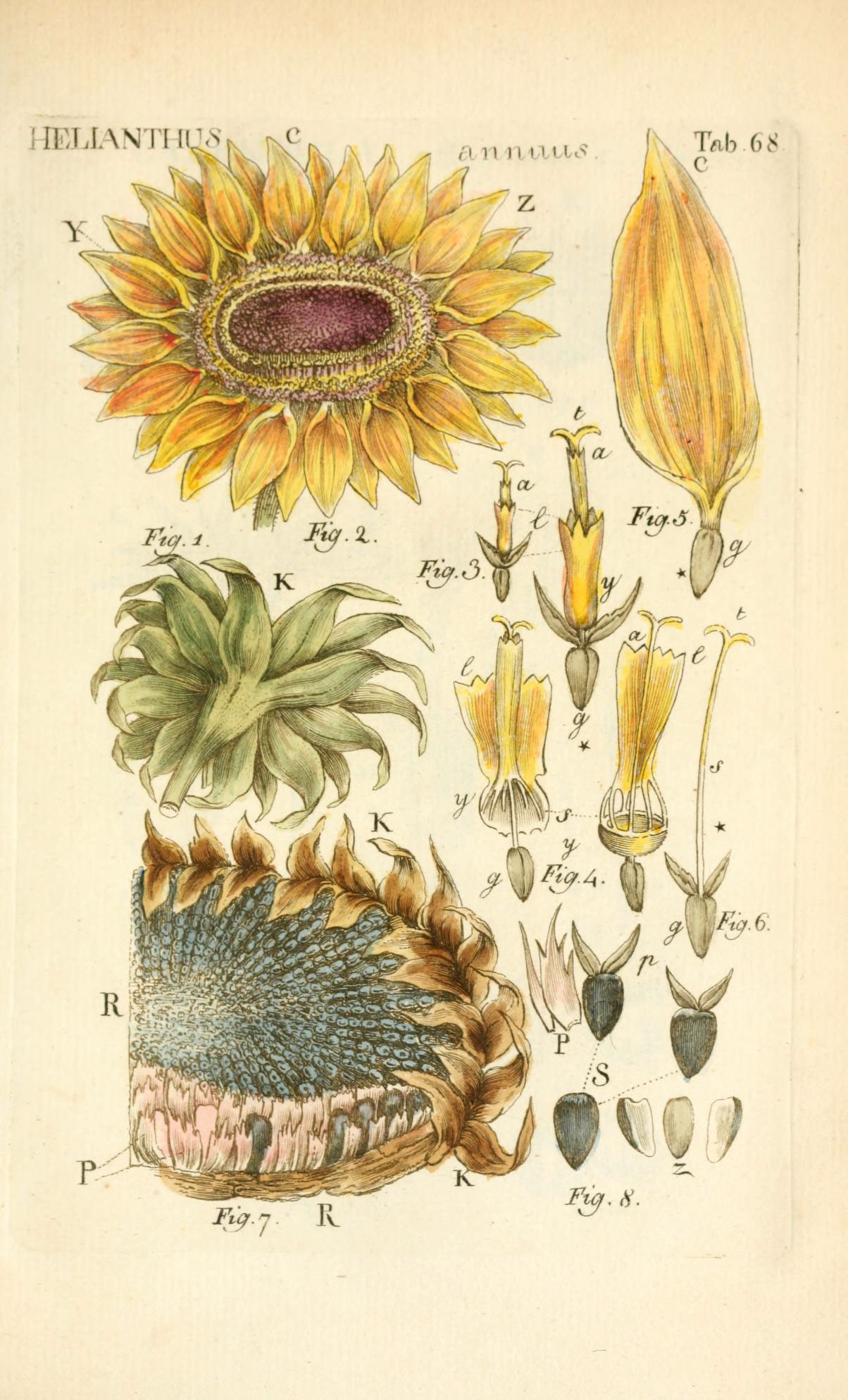
Helianthus annuus (zonnebloem) uit: Illustratio systematis sexualis Linnaeani
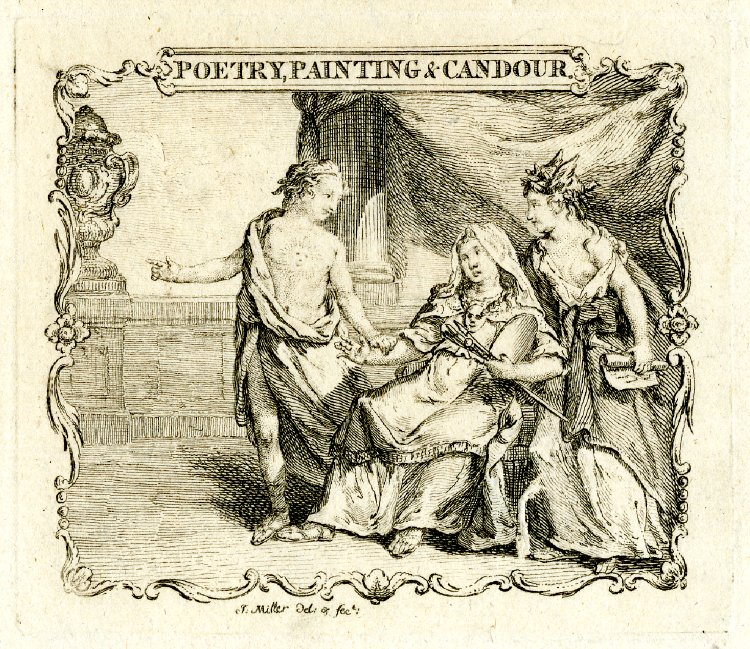
"Poetry, Painting & Candour"

- Bibliothèque nationale de France: cb16017084r (data)
- Author citation (botany): J.S.Muell.
- Stuttgart Database of Scientific Illustrators 1450–1950: 986
- Gemeinsame Normdatei: 129178829
- International Standard Name Identifier: 0000 0000 7987 7374
- KulturNav: b86bbdea-d713-49ae-8fb3-76f2ece0c692
- Library of Congress Control Number: n86815227
- Nationale Bibliotheek van Tsjechië: mzk2010580951
- Nationale bibliotheek van Australië: 35982376
- Nederlandse Thesaurus van Auteursnamen: 339710608
- RKD-Nederlands Instituut voor Kunstgeschiedenis: 342374
- LIBRIS: 350637
- Système universitaire de documentation: 035563168
- Trove: 1172616
- Union List of Artist Names: 500033080
- Virtual International Authority File: 27211099
- WorldCat: E39PCjFvJvbFmVbbm6MVh6Jygq